# Plex venos rectal

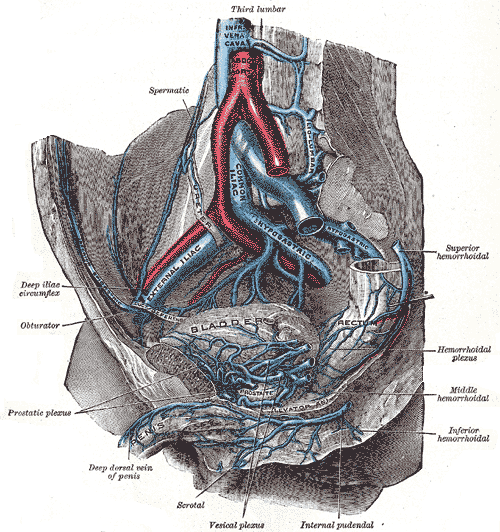
Venele părții drepte a pelvisului masculin

Plexul venos rectal (sau plexul hemoroidal) înconjoară rectul și comunică în față cu plexul venos vezical la bărbat și cu plexul venos vaginal la femeie. 
Între sistemul venos port și sistemele venoase sistemice se stabilește o legatură liberă prin plexul venos rectal. Acest lucru permite administrarea unor medicamente, care, în mod normal, sunt administrate pe orală, sunt administrare rectală, în timp ce se ocolește metabolismul primar. Exemplele includ diazepam rectal și medicamente care dizolvă oral. 

## Anatomie

### Componente
Acest plex este alcătuit din două părți, o parte internă în submucoasă și una externă în afara hainei musculare. 

#### Plexul intern
Plexul intern prezintă o serie de pungi dilatate care sunt dispuse în cerc în jurul tubului, imediat deasupra orificiului anal și sunt conectate prin ramuri transversale. 
Acest plex intern este, de asemenea, cunoscut în unele comunități medicale sub denumirea de plex Irving. 

#### Plexul extern
- Partea superioară a plexului extern este drenată de vena rectală superioară care formează începutul venei mezenterice inferioare, un afluent al venei porte.
- Partea mijlocie a plexului extern este drenată de vena rectală mijlocie care se alătură venei iliace interne.
- Partea inferioară a plexului extern este drenată de venele rectale inferioare în vena pudendală internă.

### Susținere
Venele plexului rectal sunt conținute în țesut conjunctiv foarte slab, astfel încât să primească mai puțin sprijin din structurile înconjurătoare decât majoritatea celorlalte vene și sunt mai puțin capabile să reziste la creșterea tensiunii arteriale. 

## Vezi și
- plex venos vezical
- plex venos vaginal